# Рейкошліфувальний вагон

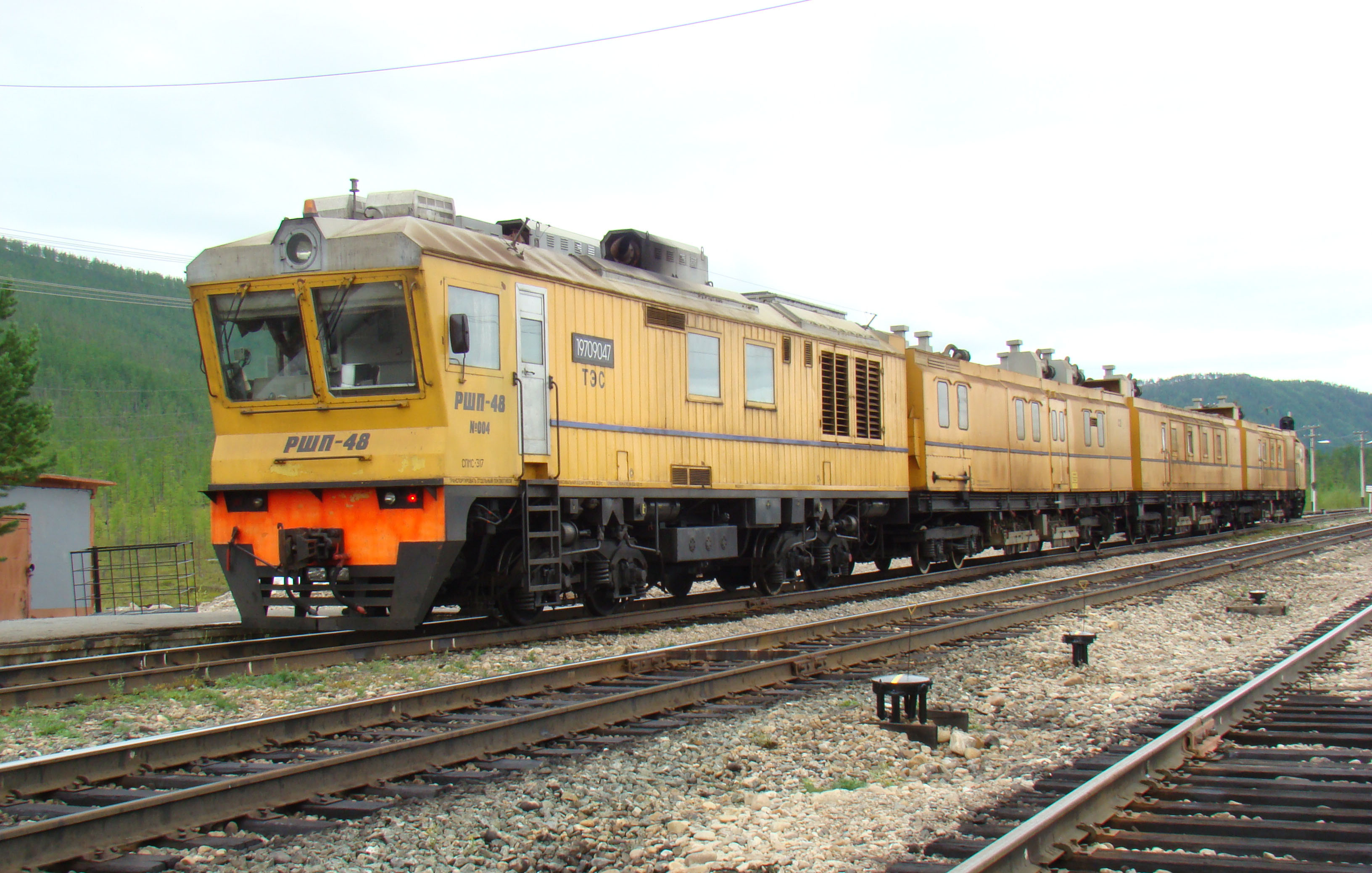
Рейковий шліфувальний поїзд РШП-48

Рейкомшліфувальний вагон — вид рухомого складу залізниць, призначений для виправлення поверхневих вад і хвилеподібних нерівностей на поверхні головок рейок, укладених в дорогу, шляхом шліфування їх абразивними колами (камінням).

## Загальна характеристика

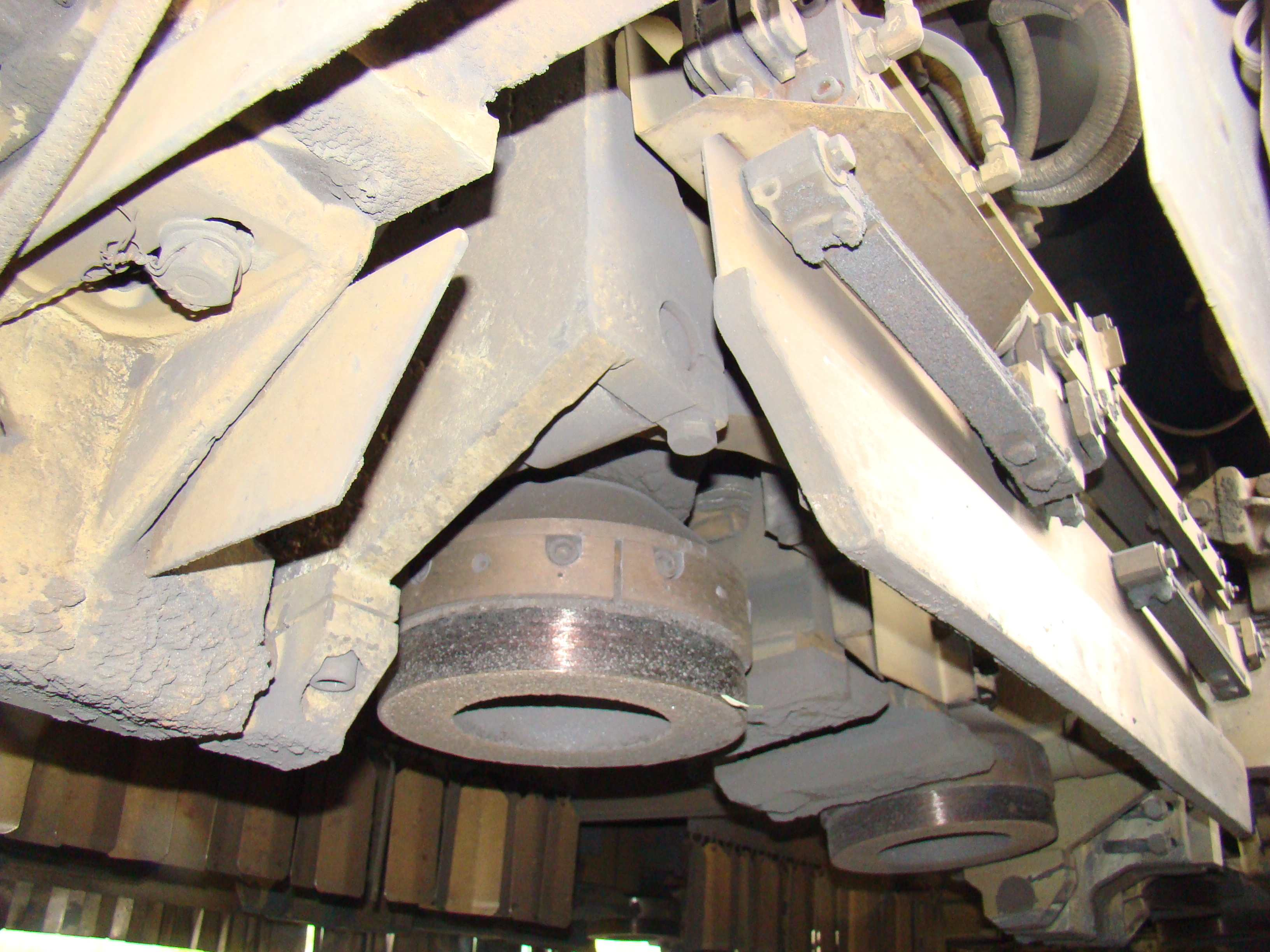
Шліфувальні головки на РШП-48

Входить до складу поїзда, що переміщається локомотивом і має причіпну цистерну для води. Під рейковошліфувальний вагон зазвичай переобладнують вантажний вагон, два ходові візки якого одночасно є шліфувальними. Третій шліфувальний візок, розташований між крайніми і пов'язаний з ними тягами, для більшої стійкості частково довантажений кузовом через пружинний пристрій. Привід шліфувального каміння в транспортувальне або робоче положення — пневматичний або гідравлічний. Для змочування шліфувального каміння під час роботи до них з цистерни надходить вода. Є рейкошліфувальні вагони на базі пасажирського вагона, у якого три шліфувальні візки розміщені між ходовими.
Сучасні РШП при обробці головок рейок у дорозі можуть виконувати такі завдання:
1. вирівнювати поверхню головки рейок уздовж шляху, усуваючи (або суттєво зменшуючи) хвилястість;
2. змінювати геометричний обрис перерізу головки рейки, видаляючи поверхневі дефекти, а також утворюючи задану форму головки рейки, що забезпечує найкращі умови його взаємодії з колесами рухомого складу.

Кожна секція РШП, як правило, складається з п'яти вагонів:
- вагон з тяго-енергетичною установкою (ТЕУ), що включає тяговий двигун та дизель-генератори;
- три шліфувальні вагони, під кожним з яких встановлені два шліфувальні візки. Один з них — побутовий (купе, кухня), інший — для зберігання абразивів; ще один вагон — майстерня, де є допоміжна дизельна установка для внутрішніх потреб потяга;
- п'ятий — головний вагон, де розташований пульт управління, а під рамою встановлено два вимірювальні візки, що дозволяють оцінювати стан рейок до та після шліфування.

Кожен рейкошліфувальний візок містить чотири шліфувальні головки на кожну рейкову нитку.

## Технічні характеристики
- Шліфування рейок здійснюється за швидкості руху потяга до 60 кілометрів на годину.
- Зусилля натискання шліфувального каміння на рейки — до 150 кН.
- Для зняття з рейок шару завтовшки 1 міліметр необхідно 30-50 проходів поїзда.